# Podocnemis erythrocephala
La tartaruga del rio delle Amazzoni dalla testa rossa (Podocnemis erythrocephala Spix, 1824) anche conosciuta come tartaruga amazzonica dalla testa rossa, è una specie di tartaruga della famiglia Podocnemididae, originaria del bacino amazzonico del Brasile, Colombia e Venezuela.